# Fille de Burger
Fille de Burger (anglais : Burger's Daughter) est un roman historique de l'auteur sud-africaine Nadine Gordimer paru en 1979.
La traduction française, signée Guy Durand, est parue chez Albin Michel en 1982.

## Résumé
Le roman raconte l'histoire d'un groupe d'activistes blancs anti-apartheid en Afrique du Sud qui cherchent à renverser le gouvernement. Il est situé au milieu des années 1970, et suit la vie de Rosa, le personnage principal. Le roman fait référence à des événements réels et les personnalités de cette période, dont Nelson Mandela et les émeutes de Soweto en 1976.

## Censure
À l'époque de sa parution, le livre est censuré en Afrique du Sud, décision qui est annulée après quelques mois.

## Prix
- 1979 : Central News Agency Literary Award